# Timmy and the Lords of the Underworld
Timmy and the Lords of the Underworld — вышедший в 2000 г. сингл на основе сериала «Южный парк». Как исполнители на обложке указана несуществующая группа персонажа «Южного парка» Тимми — «Timmy and the Lords of the Underworld». На самом деле состав исполнителей песен соответствует составу группы создателей «Южного парка» Трея Паркера и Мэтта Стоуна DVDA. Заглавная песня сингла — единственная композиция, которую группа «The Lords of the Underworld» исполняла в посвящённой ей серии «Тимми 2000».
Песня была выпущена в 2007 году в качестве эксклюзивного бонус-трека к игре «Rock Band».

## Список композиций
1. Timmy and the Lords of the Underworld
2. Timmy Livin' a Lie

## В записи участвовали
- Вокал — Трей Паркер
- Бэк-вокал — Мэтт Стоун
- Бас — Мэтт Стоун
- Гитара — Брюс Хоуэлл
- Клавишные — Ди Эй Янг
- Ударные — Курт Бисквера